# هیروشی نیشیتانی
هیروشی نیشیتانی (انگلیسی: Hiroshi Nishitani؛ زادهٔ ۱۲ فوریهٔ ۱۹۶۲) کارگردان فیلم اهل ژاپن است.